# Egan (Texas)
Egan è una comunità non incorporata degli Stati Uniti d'America della contea di Johnson nello Stato del Texas.

## Geografia fisica
Egan si trova all'incrocio delle Farm Roads 2280 e 917, otto miglia a nord-est di Cleburne, nella parte settentrionale della contea di Johnson.

## Storia
L'area fu colonizzata da M. J., J. P., e W. E. Miller durante la guerra civile americana.